# Summer Rain (álbum de ELE)
Summer Rain es el álbum debut de la cantante española Elena Iturrieta, producido por Pablo Cebrián bajo la compañía discográfica Arcadia Music. Fue publicado en octubre de 2014 y se compone de once canciones.
El álbum fue presentado en vivo por primera vez en el teatro Alfil, Madrid, el 6 de noviembre de 2014. Posteriormente la artista se presentó en otras ciudades de España como Barcelona, Zaragoza y Baeza. Iturrieta fue invitada a varios escenarios musicales y festivales de España, donde interpretó varias de las canciones del álbum. Se presentó en más de setenta teatros. También giró a nivel internacional y fue invitada al South by Southwest, en Austin, Estados Unidos.
El disco se caracteriza por la potencia lírica, nostalgia y la melancolía de las canciones. Se compone básicamente de sonidos propios del soul, folk y rhythm and blues contemporáneo, además incorpora varios elementos de la música góspel. El sencillo debut, «Am I wasting my time?», es una canción que habla sobre la vida de la cantante. Otras canciones como «Calling you» tratan sobre la memoria de su abuelo.

## Canciones
Toda la música compuesta por Elena Iturrieta. 
| Summer Rain |                                          |          |  |
| N.º         | Título                                   | Duración |  |
| 1.          | «Am I Wasting My Time?»                  | 4:02     |  |
| 2.          | «A Thousand Miles Away From You»         | 4:00     |  |
| 3.          | «Shadows»                                | 5:06     |  |
| 4.          | «Go And Never Look Back»                 | 4:26     |  |
| 5.          | «We'll Keep Your Memories In Our Hearts» | 4:33     |  |
| 6.          | «Calling You»                            | 1:34     |  |
| 7.          | «Daniel And Charlie»                     | 3:25     |  |
| 8.          | «Positivity»                             | 3:44     |  |
| 9.          | «Love Me My Love, Above All»             | 3:45     |  |
| 10.         | «Another Colour»                         | 4:38     |  |
| 11.         | «Summer Rain»                            | 6:28     |  |
| 43:81       |                                          |          |  |

## Créditos
- Violonchelo – Belén de la Casa
- Composición, voz, piano, arreglos vocales – Elena Iturrieta
- Congas – Víctor Aceituno
- Diseño – Carlos Arocha
- Batería – Cristian Chiloé
- Bajo eléctrico, contrabajo – Manuel Castro
- Guitarra – Julián Kanevsky
- Guitarra, banjo, bajo eléctrico – Pablo Cebrián
- Armónica – Ángel Pastor*
- Teclados, órgano Hammond – Raúl Osuna
- Guitarra Lap Steel, Guitarra Lap Steel (Weissenborn) – Nacho Mur
- Masterizaación – Felipe Guevara
- Mezcla – Felipe Guevara, Pablo Cebrián
- Órgano Hammond – José Luis Fuentes
- Fotografía por – Antonio Tomás Sepúlveda
- Productor – Pablo Cebrián
- Grabación – Iñaki de las Cuevas
- Claqué (danza) – Conchita
- Saxofón tenor, Saxofón barítono – David Carrasco
- Tuba – Chiaki Mawatari